# PBZ Zagreb Indoors 2011
PBZ Zagreb Indoors 2011 — тенісний турнір, що проходив на кортах з твердим покриттям у місті Загреб, Хорватія з 31 січня . Належав до категорії ATP World Tour 250.

## Фінальна частина

### Одиночний розряд
Іван Додіг —  Міхаель Беррер 6–3, 6–4

### Парний розряд
Дік Норман /  Горія Текеу —  Марсель Гранольєрс /  Марк Лопес Таррес 6–3, 6–4